# Чильярон-де-Куенка
Чильярон-де-Куенка (ісп. Chillarón de Cuenca) — муніципалітет в Іспанії, у складі автономної спільноти Кастилія-Ла-Манча, у провінції Куенка. Населення — 547 осіб (2010).
Муніципалітет розташований на відстані близько 130 км на схід від Мадрида, 7 км на північний захід від Куенки.
На території муніципалітету розташовані такі населені пункти: (дані про населення за 2010 рік)
- Аркос-де-ла-Кантера: 33 особи
- Чильярон-де-Куенка: 514 осіб

## Демографія
Динаміка населення (INE ):